# Marcel Duchamp
Marcel Duchamp (Blainville-Crevon, 1887. július 28. – Neuilly-sur-Seine, 1968. október 2.) francia festő, képzőművész; kubista, szürrealista és dadaista. Alkotói korszakának idején minden modern stílusirányra hatással volt. Párizsban és New Yorkban egyaránt otthon volt, munkássága megelőlegezi a happeninget, a performanszot, a body artot és a transzvesztita művészetet.

## Értékelése
Duchamp szinte mindent kitalált, ami a 45 utáni művészeket foglalkoztatta. A ready-made olyan hatást gerjesztett, ami a mai napig fennmaradt. Lerombolta a klasszikus művészet esztétikai programját. Marcel Duchamp rengeteg művészeti műfajban dolgozott többek között installációkat is készített.
Egyfelől anyagiság, materializmus, másfelől a legabsztraktabb transzcendens gondolkodás jellemzi. Humor, irónia, paradoxonok, dekoncentráltság ez mind jellemző művészetére. Nem törekedett karrierre, bölcsességre, lustaság és tétovaság jellemzi, melyet a külvilágnak önmagából megmutat. Ez szöges ellentéte Pablo Picassónak, aki élete végéig hatalmas aktivitással dolgozott.
A rejtőzködés és a voyeurizmus is jellemző rá. Titokban nagyon sokat dolgozott. Mindennel szemben iróniát és derűt tanúsított, ezen viselkedése miatt sokan egy zen buddhistához hasonlították. A tudományt és a gépeket is ironikusan fogta fel (ellentétben az avantgárd gépekre épülő utópiájával). Duchamp olyan gépeket szerkeszt, amelyeknek semmi haszna sincsen, áltudományos gépek sorát állítja elő: például ajtónyitó szerkezet, a köröm növekedésének energiáját felhasználó szerkezet.
A művészet kisajátító szerepe (később appropriation art) nála jelenik meg először. A voyeurizmus problémáját viszi tovább majd a feminista művészet. Foglalkozik a férfi-nő viszonnyal, de pátoszmentesen, nem macsó módon. Az androgün mítosszal is foglalkozik.
Ledönti a művész romantikus mítoszát, szerinte a művész egy speciális dolgozó. Mindenki művész, minden tárgy lehet műtárgy – mondja ő.
Alkalmazza az elhallgatás stratégiáját: mindenki azt hitte, hogy 1918 után festette utolsó nagy művét, pedig utána is sokat dolgozott.
A festészetet gondolati festészetként fogta fel, nem pedig retinálisként. Pop-art, Op-art, Koncept art, Dada, Arte Povera, ezekre a művészeti irányzatokra mind nagy hatással volt. Az ezoterikus mélylélektana a szürrealizmushoz köti. Majd megelőlegezi a transzvesztita művészetet, a happeninget, a performanszot, a body artot is.
Pierre Rocher szerint: „A legjobb műve az, ahogy az idővel gazdálkodott.”
Megszüntette a művészetben a fontos kategóriát, nincsen unalmas dolog, szerinte minden érdekes. Elveti a felesleges dolgokat (ez is a buddhizmushoz köti).
Foglalkozik az individuáció kérdésével: a szellemi kiteljesedés és a kétértelműség elmélete, (Platón Lakomájából ered ez). Erősen házasság ellenes volt, életében kétszer nősült, először anyagi okokból. Fontos volt számára az agglegény-lét. Ennek ellenére rengeteg kapcsolata volt, a 10-es években dorbézolós életet élt.
„Soha nem éreztem az alkotás görcsét.” – mondja ezt művészetéről.
Önmagát semmilyen irányzathoz nem akarta kötni (bár 1936-ban az egyik aláírója volt Tamkó Sirató Károly Dimenzionista manifesztumának). Amikor megkérdezték tőle, hogy hová sorolná magát azt mondta, hogy az erotizmushoz. Leginkább írók voltak rá nagy hatással. Duchamp nem pusztán művész, hanem egy igazán rendkívüli ember, aki teljesen új attitűdöt tudott megjeleníteni életével. Életműve tudatosan felépített. Három fő művén végigkísérhetjük művészetét. A sakkhoz nagyon vonzódott és jól játszott. A végjátékokról könyvet is írt, ez a probléma a 80-as években játszik majd nagy szerepet. Foglalkozott a sakk megoldhatatlan problémáival is.

## Pályakezdés
1887-ben született Normandiában. Három fiú és három lány testvére volt. Duchamp szerette a hármas számot, kabbalisztikával és számmisztikával is foglalkozott. Két idősebb fiútestvére és egy lánytestvére is művész lett. Az egyik fiú a Jacques Villon nevet vette fel és festő lett, a másik Duchamp Villon néven szobrász. A családját játékos hangulat övezte. Duchamp korán kezdett rajzolni. Rendes és pedáns gyerek volt.
Első képein impresszionista hatások fedezhetőek fel. Már korán elkezdett foglalkozni azzal, hogy mi is a festészet a maga valójában. Korai képei kvalitásosnak tekinthető, éppen ezért kap nagyobb hangsúlyt az is, hogy miért is veti el a festészetet.
Az érettségi után egy évig grafikára korlátozta tevékenységét. A testvérei és ő is foglalkozott karikatúrával, melynek legtöbbje erotikus villámtréfa. Jellemző, hogy Duchamp nem a magasművészet alakjai közé kerül be pályája elején. Rajzai lineárisak. 1905-ben egy évig katona volt. 1906-ban újra folytatja festészeti tanulmányait. Hat rá a Nabis intimizmusa, Duchamp befelé fordul, a magánélet témáit jeleníti meg. A fauves-ok, főleg Matisse hatása is érezhető lesz színein. A tizenéves Duchamp képei őszinték, nincs bennük hátsó gondolat (igaz „elülső” sincs: a tájkép tájat, a portré embert ábrázol.
- Suzanne Duchamp széken ülve (1902)
- Tájkép Blainville-nél (1902)
- Templom Blainville-ben (1902)
- Raymond Duchamp Villon (1904-05)
- Marcel Lefrancois portréja (1904)
- A sziklán (1907) 1907-ben a tengerparti Yport-ban krikettezik, teniszezik, vitorlázik és megfesti eme könnyed tájképét.
- Ház az almafák mögött (1907)
- Ház az erdőben (1907)
- Peoniák vázában (1908)
- Vörös ház az almafák mögött (1908)
- Szent Sebestyén (1909)
- Apja portréja (1910) Visszafogott színekkel dolgozik. A képépítés, valamint a képszerkesztés terén egyértelműen Cézanne hagyományait hasznosítja.
- A sakkjátszma (1910) A szereplők kiszámított elhelyezésével Paul Cezanne hatásáról tanúskodik: az előtérben az elomló, semmittevő sógornők, a háttérben pedig az elmélyülten sakkozó fivérek és a smaragdzöld kert látható. A kép alapján jogot nyert arra, hogy ezután a Szalon tárlataira előzetes zsűrizés nélkül küldhesse be képeit.
- Yvonne Duchamp (1909) A kivillanó térd érzékenyen erotikussá teszi a képet.
- Kicsi lánytestvér (1911) A képet négy évvel később festette. A gázlámpa fallikus szimbólum. A kép kubisztikus jellegű, van egy enyhe geometriája.
- Dr. Dumouchell portréja (1910) Barátja volt, később orvos lett. A képen tanúi vagyunk Duchamp kisded játékai egyikének. A modell karja olyan furcsán van megfestve, hogy a néző képtelen eldönteni, mit csinál vele az ábrázolt. Rózsaszínes aura veszi körül. Biliárd és sakkpartnere volt Duchamp-nak.
- Chauvel portréja (1910)
- Brunette kék blúzban (1910)
- Bateau-Lavoir (1910) A 23 éves Duchamp a művei mögött rejtőzik, onnan figyeli a világot és nagyon óvatosan próbálkozik: azon töpreng, hogy milyen újítással rukkolhatna elő. Szín, vonal, kompozíció – vajon mi jellemzi még a festményt? Megvan: a cím! A képcím vihet egy kis többletet az alkotásba. Megfesti a neuilly-i híd alatt úszó öreg bárkát. A hajósok kimosott és kötélen száradó ruhái teszik még mozgalmassá a kompozíciót. A képnek a Bateau-Lavoir (Mosodahajó) címet adja. A látszat tehát hajó, melyen kimosták a ruhákat – tehát a hajó mosodahajó. A cím azonban többértelmű, hiszen nyilvánvaló utalás a Rue Ravignan-on lévő műteremházra, mely kinézete miatt kapta ezt a nevet.

Beiratkozik a Julian Akadémiára hogy előkészítsék az École des Beaux-Arts felvételi vizsgájára, nem vették fel, elutasították aktjait, kompenzálásképpen éppen ezért sokáig aktokkal foglalkozott. Löttyedt, nagydarab, hájas nőket festett meg.
- Akt a fürdőkádban (1910)
- Akt fekete harisnyában (1910)
- Két akt (1910)
- Vörös akt (1910)

## Pszichikai élmények feldolgozása
A 10-es években elveszíti érdeklődését a külvilág iránt, a saját életének pszichikai eseményeit dolgozza fel.
- Paradicsom (1910) Ádám és Éva ábrázolásáról, ugyanakkor parodizálásáról van itt szó. Az emberiség ősapja a kép jobb oldalán áll félprofilban, s kezével takarja el szemérmét Éva elől. A kép túlsó oldalán a pucér Éva látható (hivatásos modell guggolt hozzá modellt!) és érdeklődéssel szemléli Ádám testét.
- A bokorban (Szt. Marcellus megkísértése) (1911) A háttérben a címadó bokor rezzenetlenül és hatalmasan tornyosul, s kék a színe. Az előtérben levő két nő sárgában és vörösben jelenik meg, mint a csábítás jelképei, akik egymással is vetekednek az alkotó „remete” kegyeiért. Az a törekvésük, hogy elcsábítsák, bűnbe vigyék a művészaszkétát, a művésznek ugyanis az a dolga, hogy dolgozzon, képeket alkosson, meditáljon. Picasso az Avignoni kisasszonyok c. művével is rokonságot mutat abban, hogy a nők a nézők kegyeit is keresik. A térdeplő nőt, aki plasztikusabb, égi és földi Vénuszként szokták értelmezni. Ez a nő valójában Duchamp szeretője volt, értelmes erotikus és egyben sánta is. A férjét csalta Duchamp-pal.
- Keresztelés (1911)
- Fuvallat egy japán almafa ágai között (1911) Az almafa alatt meditáló szerzetest ábrázol, egy pillanatra eltöprenghetünk, mi itt a japán: a szerzetes, avagy az almafa? Lehetséges, hogy a nyugodtan meditáló szerzetes póza nemcsak „allegorikus”, hanem csúfondáros, gunyoros is. A látszólag nyugodt perdita-szerzetesi póz rezzenetlen. Felette azonban a kisméretű almafát erős szél borzolja (ezt a szelet Duchamp „a vágy leheletének” nevezte). Az „aszkéta” és a „vágy” minden bizonnyal a kemény művészi munka és a szórakozás közötti ellentétnek felel meg. Mindenesetre olyan ellentétekről van szó, melyek a kép olvasatát a gúnyrajzhoz vagy a vicchez közelítik. Huzat hatol át a kis (japán?!) almafa lombjai között és napvilágra hoz valamit, ami máskülönben rejtve maradna. Itt tehát csempészárut találunk, a Művészet fennkölt világába csúsztatott valami mást.

## Kubista korszak
Duchamp 1911 és 12 között a kubizmus élményét próbálja feldolgozni.
- Szonáta (1911) A képet irodalmiasabb kubizmus jellemzi. Túllép a fauvista látásmódon és a kubizmus felé nyúlt, de a kubizmuson túlmutató elveinek is megfelel. Középen a félig süket anyja és gyerekei zenélnek. Az anyja, mint uralkodó jelenik meg. Suzanne zongorázik, Yvonne hegedül, Magdaleinen kottát olvas. A zenélés, a közös játékok és a hosszúra nyúló beszélgetések tartják össze a családot.
- Yvonne és Magdaleinen (1911) Nem hízelgő jellegű kép. Alkalmat talál arra, hogy a kubista festészetbe humort csempésszen. A két nő profilját csűri csavarja. A hajak parókaszerűek.
- Tanulmányok a Sakkjátékosokhoz I.-II. (1911) Az 1910-es Sakkjátszma még Paul Cezanne-ra emlékeztetett. Most viszont olyan vázlatokat készít, melyeken a játékosok fejéből előbukkanó gondolatokat óhajtja ábrázolni. Az ellenfelek profilja egymás ellen feszül, de maguk az arcok kifejezéstelenek, mimikamentesek maradnak, akárha leoldódtak volna róluk a gondolatok.
- Tanulmányok a Sakkjátékosokhoz III-IV. (1911)
- Tanulmányok a Sakkjátékosokhoz IV.-V. (1911)
- Sakkjátékosok  (1911) Itt már a sakk élet-halál kérdés. A két figura merev és páncélszerű. Kettejük között megjelennek sakkfigurák.
- Sakkjátékosok képmása. (1911)
- Kávédaráló (1911) A mérnöki, műszaki rajz, mint a gondolati festészet nyelve ezen a munkán jelenik meg először. A kép bátyja konyhájába készült. A számítást és a gondolkodást jeleníti meg. Az ábrázolt tárgy a fölülnézet és az oldalnézet keveréke. Humorosan jelzi, hogyan kerül bele a kávé a kávédarálóba. Nem a kubista reduktivizmussal dolgozik. Egyesíti a klasszikus festményt és műszaki rajzot. A mozgás egy statikus tárgyon jelenik meg.
- Fiatal fiú és lány tavasszal (1911) A duchampi életmű első önálló képe, ami már mitológiájához tartozik. A mű egy szomorú elválást mutat. Suzanne férjhez megy. A kép vágyakozás a tudás gyümölcsei felé, a világ megértésére törekvés. A fa egyszerre szét is választja és össze is köti a két alakot. Korábbi hatásokat elvetve alkotja meg ezt a képét. Duchamp érdeklődött az ezoterizmus és az alkímia iránt, melynek szellemisége megjelenítődik itt. Kezdetben a fivér és a nővér kapcsolatára helyeződött a hangsúly. A két figura nemtelennek tűnik, a női figurának a feje tűnik el. Az alkímiában minden tudás kezdete a rombolás, a csonkítás, erre utal a nemtelenség. A női figura mögött kék színek, a fiú mögött sárga, ezek a napfivér és holdnővér asszociációt engedik meg. Primordális lények ők. A két nem egyesülésével érhető el a bölcsek köve. Ipszilon alakban állnak, ez a tartás a kozmikus emberre utal, a sámánok is ebben a tartásban jutnak át a halhatatlanságba. Az ipszilon megfelel az egyiptomi a kha jelnek, mely a kettősséget szimbolizálja. A két félkör közötti körben egy primordiális lény jelenik meg. A két félkör tomport alakít ki, ez az első csakra színhelye és úgy tűnik, mintha egy fallosz hatolna bele. „Minden ember eredendően homoszexuális, mert önmagát szereti legjobban” – vélekedik Duchamp. Az egó állandóan változó és képlékeny, határai rugalmasak, éppen ezért kezd el Duchamp játszani akár a szexuális identitásával. „Nem pusztán kifejezni, hanem megteremteni akarom magam.”

A képen az életfát kiegészíti a halálfa színe, mely a homoszexuális szerelem terméketlenségére utal. A föld amin áll a Terra Adamica. Az életfa egyben egy világtengely, mely összeköti az eget és a földet. A buddhizmusban a szellemi érettség szimbóluma.
Az üveggömbben egy figura jelenik meg, több testrésszel ellátva. Platón filozófiája szerint az ember korai formája egy gömb, melyet egy egymásba kapaszkodó férfi és női figura ad ki. De mivel fellázadtak az istenek ellen, ezért a titánok szétvágták őket. Ez a gömb alakú alkimista üveg a teljességet, az univerzumot jelzi. Alatta egy hermafrodita tartja a gömböt. Régen a hermafrodita szent lénynek számított, először a görögök vetették el és ölték meg.
- Dulcinea (1911) Erotizmus dominál a képen. Egy személyes élmény és egy vetkőzés jelenet van itt kombinálva az öt női alakban. A mozgásfázisok során a nő fokozatosan levetkőzik, csak a kalap marad meg rajta. A személyes élménye: az utcán látott egy nőt, aki nagyon tetszett neki, de soha többé nem találkoztak, majd Duchamp elkezdett fantáziálni róla. A portré főhősnője valószínűleg az elérhetetlen ideál. Ezt hangsúlyozza az alakok „virágcsokor formában” történő elhelyezése.
- Szomorú fiatalember a vonaton (1911) A Lépcsőn lemenő akt előzménye. Egy fiatalember utazik a vonaton, ez maga Duchamp. Duchamp a vonaton töpreng, s közben a kép formálódik. Az ablakon megsokszorozódik a képe, egyfajta megsokszorozódott magányt szimbolizálva. Duchamp kubista (és talán futurista) elemekből valósít meg sajátos szintézist.

Duchamp foglalkozik a negyedik dimenzió kérdésével. Minden dolog, ami itt a világban van, annak van egy negyedik dimenziós öntőformája. Ez minden dolog szükségszerű jelképe, ezt intuícióval érzékeljük.
- Ötös önarckép: A személyiség problémái, a kronofotográfia és a negyedik dimenzió problémája egyesül itt. Egyrészt rejtőzködik is Duchamp, hiszen nem tudjuk megállapítani, melyik az eredeti önmaga.
- Melankolikus önarckép:
- Lépcsőn lemenő akt I. (1912) A képnek hét változata készült el. A kép betetőzi a kubizmus elleni lázadást. Jellemző, hogy nem egy festő hatott Duchamp-ra, hanem egy költő, Laforgue verse. Furcsa, lassan mozgó gépnőt látunk alászállni a csend birodalmába. Az ember ebben az alsó világban szembekerül az abszolútummal, avagy annak álarcával a véletlennel. Ez a mű Duchamp kubista korszakának lezárása, de maga a kép se nem futurista, se nem kubista. A mozgás statikus képét akarta létrehozni. Elvben azonban túllép a mozdulatlanság és a mozgás ellentétén. Változó perspektívát alkalmaz. Egyfajta kinetikus kubizmus ez. Az eredeti kubizmus felfogásával is ellentétes a témaválasztás, mivel itt egy akt kerül a középpontba. Érdekes a néző felé elinduló mozgás, melynek egyik képző eleme a spirális csigalépcső. Az akt leérkezik, majd élesen balra fordul és elhagyja a képmezőt.
- Lépcsőn lemenő akt II. (1916) Ezen a képen már alig látunk valamit a lépcsőből. A tér helyett egy síkban mozog a figura, és azt sem tudjuk beazonosítani, hogy amit látunk az valójában egy akt lehetne. Fűzőbe szorított figura ő. A leereszkedő, pesszimista mozgás humorral van átszőve. A női test mítosza fenyegető, komor géppé alakul át. A kép nem testszínekkel van megfestve, hanem a „vizeldék falának színével”, mivel Duchamp kifejezetten arra törekedett, hogy ne egy festményt hozzon létre, hanem egy új tárgyat. „A mérték és a matematika birodalmába tértünk” – mondja Duchamp, miközben konceptuális jellegű művészetet akar létrehozni. Duchamp lelassítja mozgást, elemzi azt, és egyáltalán nem a mozgás illúzióját akarja létrehozni, hanem a gondolati mozgást.

Az akt egyfajta szimbolikus önarckép. A lépcsőn lemenés a coitusra utal Freud szerint.
Ezen a változaton már teljesen nyilvánvaló a kubizmussal való szakítás. A főalak szentségtörő módon balról és felülről jobbra-lefelé „halad”, azaz lényegében egy nézőpontból látszik. Hogy a baj teljes legyen, félprofilját mutatja a nézőnek, ami azért szabálytalan, mert kubista képen élőlény – ha egyáltalán szerepel – kétharmad-, vagy háromnegyed profilban léphetett csak a néző elé.
- Lépcsőn lemenő akt III. (1916)

Duchamp egyre inkább a gépek ellen fordul, anti-gépeket készít szójátékok alapján. Szakít a kubistákkal, 1912-ben új szemlélet jelenik meg Duchamp művészetében, melynek középpontjában a gépek és az erotikum állnak. Barátságot köt Francis Picabiával. Duchamp-ban ekkor alakul ki a Nagy üveg koncepciója. Hatással van rá Raymond Roussel Afrikai impressziók c. drámai műve, melyben megtörténik a gépezetek és az emberi viselkedés párhuzamba állítása, mindez nyelvi játékokkal megfűszerezve, amely a francia nyelvben oly kezes homonímiák alkalmazásával történt. Roussel költői túlzással úgy vélte, hogy ha két szó hangalakja azonos vagy rokon, akkor közöttük valami rejtett, misztikus értelmi összefüggésnek is lennie kell. Roussel nyomán új világ tárul fel Duchamp előtt. A jelentéspluralizmus ráébreszti, hogy „a nyelv mélységes, veszedelmes valami”. Egyre tudatosabbá válik számára, hogy munkásságban a képzőművészeti elem mellett, vagy azzal párhuzamosa, a nyelvi, illetve irodalmi elemeknek is jelentőséget adhat. Picabia, Apollinaire és Duchamp tobzódnak a szójátékokban.
Duchamp különbséget tesz retinális és celebrális festészet között. Végletessé élezi ezt a különbséget, és kipécézte a tipikusan retinális festészetet művelőt, a nagy Courbet-t. Ő a példa. A zseni, akinek már nincs szüksége agyra, gondolatra – csak fest, és remekművek kerülnek ki keze alól. E remekművek minden „szellemi” tartalmat nélkülöznek. Csak a szemhez szólnak. Csak összeizzadta őket. Ezzel ellentétben a gondolatfestészet (a celebrális) elsősorban az Eszme, a mondanivaló megjelenítését tűzi ki céljául, és ezt el is éri. A jellegzetesen celebrális festészetet művelő festő maga Duchamp. Gondolatfestészetet űz. Oly tudatos, hogy feltalálja a konceptuális művészetet. Saját elhivatottságát pedig a következőképpen írja fel: perspiratio (izzadás) COURBET 99%, inspiratio 1%. DUCHAMP perspiratio: 1%, inspiratio: 99%.
Duchamp rájön, hogy a kubizmus, minden elméletieskedése és hókuszpókusza ellenére, nem más, mint retinális festészet. A kubisták képein is túlteng a látvány. Duchamp már tudja, hogy „a színek és a formák eltorlaszolják a gondolkodás útját”, s a modern művészet nem ezen az úton fog fejlődni.

## Király és királynő képek
A Lépcsőn lemenő akt figuráján is a mozgás, a sebesség ábrázolásának problémáit feszegette és ezt tágítja tovább ezen képein is.
- Két akt: egy erős és egy gyors (1912) Az „erős” aktot vertikális vonalakkal ábrázolja, a „sebes” szinte felolvad a különböző egymáson is áthatoló perspektívákban. Ez a rajz az alapja két nagy olajképének.
- Király és királynő nagy sebességű aktoktól átszelten, vázlat I. (1912)
- Király és királynő nagy sebességű aktoktól átszelten, vázlat II. (1912)
- Király és királynő nagy sebességű aktoktól átszelten (1912) A két figura lehet apa és anya megtestesítője, saját szülei, a közöttük mozgó figurák pedig a teremtményeik. Polírozott fémszerű hatásuk van. A kép a mozgás statikus jellemzése.
- Király és királynő sebes aktoktól körülvéve (1912) A két monstrum között sok figura jelenik meg. Elektromosság és gépi jelleg dominál. Félelmetes, negatív, rossz energiát sugárzó gépek ezek. Egyben utalnak a sakkra is. A kép hat Moore és Ernst szobraira. A kép címe vitatható, hiszen a két főalakot inkább elválasztják a közéjük zsúfolódó figurák, mintsem körülölelnék. A rohanó aktok felszíne csillog, akár a polírozott fémeké. Az égbolt rejtélyes fenséges körülöttük. Az ábrázolt alakok, a király és a királynő a Fiatal férfi és nő tavasszal c. kép Ádámjának és Évájának az utódja.

### Menyasszony sorozat
- Szűz I. (1912)
- Szűz II. (1912)
- A menyasszonyt az agglegények vetkőztetik (1912) A menyasszony nem élethű nőalak, hanem gépszerű, gépies leszármazottja a Királynőnek. A menyasszony a Királynő és Éva utódja. Esztétikájában egy szabászrajzra hasonlít. Két agglegény is megjelenik a király helyett, támadó jellegű szúró eszközöket tartva. Nem igazán vetkőztetik, hanem egyelőre fenyegetik, támadják, netán ingerlik a központi nőalakot. A nemi aktusra utal a kép. Mintha gépekről készült műszaki rajz és anatómiai tanulmány keveredése lenne. Duchamp szerint a vetkőztetés nem csak a nemi aktus, hanem a kínzás előzménye is. A menyasszony testén egy fűző jelenik meg mely a „szüzesség mechanizmusa”.
- A szűz átváltoztatása menyasszonnyá (1912) Az átváltozás: a női (gép) figura külső burkának (gépborítójának) lehántása. Eltávolítják a huzalokat, lemezeket, üres csöveket és félhengereket – a Lépcsőn lemenő akt-on kimunkált mozgásábrázolás ütemében. Az egyes mozzanatok sorozattá folynak össze, a művész térben és időben egymást követő mozzanatokat rögzít.
- A menyasszony  (1912) A figura itt is gépként jelenik meg, mely nyugalomban van. Általában véve a figurák fejetlenek, melyeknek forrása a próbababa, amit ebben a korban kezdenek el használni és a népi vásári figurák. Pszichés előzménye is van: 1912-ben elutasították Duchamp képét (a Lépcsőn lemenő akt kettes változatát, melyet „szemérmetlen” címen akart kiállítani) egy kubista kiállításról és testvéreire bízták, hogy mondják meg neki, ha a címet leveszi a képet kiállíthatja. Duchamp-ot megrázta, hogy testvérei is ilyen maradian ortodox gondolkodásúak. A másik trauma húgának házassága volt.

Már nyoma sincs a mozgást bemutató nyüzsgésnek, Mezei Ottó „végső állapotnak” nevezi azt a mozdulatlanságot. A menyasszony most épp nyugalomban van, a pöttyök azonban jelzik lehetséges mozgásirányát: le-föl irányuló hullámzását, előre-hátra csúszását. Duchamp a „jelen pillanatot” rögzíti.
1912-ben abbahagyja a festészetet, de szórványosan azért még festeget. A művészet alapkérdéseibe akar elmélyedni. Könyvtáros lesz. Foglalkozik a művészet megújításával: a perspektíva új értelmezésével, a negyedik dimenzió kifejezésével, a véletlen elvvel. Háttérbe akarja szorítani az alkotó személyiségét. A festészet megújítását „tudományos alapon” képzeli el, s ehhez – önmagától is – „a műszaki rajz pontosságát követeli”. Ennek a végeredménye lesz a Nagy üveg c. képe melyet 1912-ben kezd el és 1934-ben fogja abbahagyni.
- Három rögzített mértékegység (1913) A véletlen elv megragadása volt a cél, melynek kifejezésére precíziós eszközöket használ. Ez a műve a tudomány első kritikája. Az elegáns krikett-doboz tartalma: 3 vonalzó, 3 vászonra rögzített fonalszál. A három 1 méter hosszú fonalat 1 méter magasságból leejtette. Az 1 méter az esés során átalakult és különböző hosszúságokban értek földet, ezeket a végeredményeket rögzítette Duchamp a három vonalzón, melyek így egyben szabadság metaforával is rendelkeznek. A három véletlen esés az anyag átalakulási mozzanatait reprezentálja és három egyformán érvényes egységet teremt. A pontosság ténylegesen, méterrúddal bizonyítható, a szabadság: potenciálisan.

A mű kialakulására valószínűleg hatott Heisenberg elmélete: az egész, érzékelésünkre alapozott mérőeszközeink tévesek, a világ nem törvényszerű, nagy a véletlen szerepe.
Duchamp még nemrégiben, a nyelv használatának mélységeit tanulmányozva, döbbenten fedezte fel az egyes szavak többes jelentését. A három etalonszál tanulságaként a látvány pluralizmusát látja maga előtt. A leejtett tárgy (ugyanis) multivalens. A fonalak egyszerre (illetve egyidejűleg): háromdimenziós tapintható „dolgok” („valamik”); hagyományos mértékegységek és sajátosan önkényes, a Véletlen által létrehozott „alakzatok”, tehát „az előreláthatatlanság metaforái”. Sokféle olvasmány élmény játszott ebben szerepet. Megteremti saját gép mértékeinek alapját.
- Csokoládé malom I. (1913) Furcsa, hibrid szerkezetet jelenít meg. Egy cukrászbolt kirakatában látott gépezet képe, vagy inkább: e gépezet élményének hatására keletkezett kép. A kép egy gépezet „portréja”. Dekoratív mű, sokban emlékeztet a hagyományos festészet alkotásaira. Éles, gondosan kimunkált fény-árnyék átmenetekkel, formagazdagon, a térből keményen kiemelkedve ábrázolja a jellegzetes csokoládémalmot: három hatalmas, egymás felé forgó hengert. A duchamp-i gunyoros felhang azonban átüt, mert a három henger alatt nem a csokoládét összegyűjtő hatalmas kád helyezkedik el. Helyette asztallapot látunk, mintha a fölött forogna a három henger. Az asztallapnak (alváznak” pedig dakszliláb-rövidségű, XV. Lajos-stílusú lábai vannak. Íme a „szinte karikatúra”-jelleg.
- Csokoládé malom II. (1913) Festett kép „a technikai tervrajz simaságával” tűnik ki. Drótokból, huzalokból rakja össze a malom rajzolatát. Ez lesz a Nagy üveg központi motorja. A szerelem-gépezet legalpáribb megjelenítése. A dobok a herék, a csokoládé a spermium. Itt dolgozódik, alakul a földi szerelem. „Az agglegény maga őrli csokiját.”
- Nagy üveg (1915-23) Két üveget ragaszt össze és e közé különböző anyagokat applikál, ebből áll össze ez az alkotás. A felső rész a menyasszony térfele, az alsó az agglegényé, a két térfél közti elválasztó vonal egyben elválasztja a két nemet és egy látóhatárt is kijelöl. Az alsó rész centrális perspektivikus, a felső festőibb (negyedik dimenzió). A két világ lehet Duchamp játékos kedvének megnyilvánulása, keresztnevének rejtett aláírása: fent a Menyasszony (MARiée), alant az agglegények (CELibataries). Egy-egy szereplőnek többféle neve is van, mely olykor teljesebbé teszi a kép értelmezését, de tévútra is terelhetnek.

A női figura furcsa kettős lény: bal oldalon a mátka jelenik meg egy felakasztott nő képében, melynek alakja megidézi az imádkozó sáskát és a szitakötőt is. Duchamp szerint ez egyfajta vágypontot indít be, ez az impulzus indítja be a történést. Ez a furcsa történés pedig légnemű halmazállapotú anyag keringése, vándorlása az alsó képtérben.
Az anyag: gáz. Ez tölti meg az Agglegények egyenruháját. A Mátka sem jobb az ocsmány, mindig arra gondoló agglegényeknél. Az ő vágyakozása a primum movens, a kép megelevenítője. A vágy kisülése ez.
A tejútszerű felhő (a menyasszony fátyla, a hússzínű Tejút) rózsaszínű, tejből és vérből jön létre, ezek a női test éltető anyagai. A felhőn belül négyzetek véletlenszerű formációi vannak, ez Három Dugattyú, ezeken levegő hatol át, s ez okozza (képzeletbeli hullámzását). Duchamp a formákat úgy nyerte, hogy négy tüll anyagot ablak előtt fényképezett le.
A felhő (vagy fátyol, vagy Tejút) jobb oldali „farka” alatt, a felső részben kilenc kis piros pöttyöt látunk. Ez a szerelem-anyag becsapódási helye, melynek készítése is valóságos becsapódással történt: Duchamp kilenc gyufát mártott be piros festékbe, majd egy gyerekjáték ágyúba helyezte őket és kilőtte azokat az üvegre.
A lenti rész bal oldalán a kilenc széllel bélelt ürgét látjuk (Agglegények) az etalon szálain csüngve. A kilenc egyenruhás (libériák), fej nélküli alak, kilenc férfitípust jelenít meg, akik a francia társadalmi élet jellegzetes alakjai. A férfiúkban közös az, hogy agglegények. (Emlékeztetnek a sakkfigurákra is.) Az agglegények a Menyasszony „partnerei”. Agglegénysoruk azt is jelenti, hogy nő után vágyakoznak. Jelen esetben a felettük lebegő, elérhetetlen Menyasszony után. Erre a banális alaphelyzetre Duchamp rengeteg furcsaságot aggat rá. Nem kell féltenünk: művén nemcsak „történet”, hanem „mondanivaló” is lesz bőven. Mivel az Agglegények egyenruháját gáz tölti meg, ezért inkább gázpalackok, mint egyenruhák. Jelmezeiket jól kivehető hajszálcsőrendszer köti össze, így az agglegények egyetlen, gigantikus sziámi ikerre emlékeztető egységet képez. A történet éppoly homályosan indul, mint a Világ Teremtése. „Növekedni kezd az Agglegények belsejében a nyomás” – magyarázza Duchamp. A gázt a rá gyakorolt nyomás felfelé haladásra készteti, és e haladás során megfagy, „a hosszmérték megnyúlásának eredményeként.” A megfagyott gáz halmazállapota megváltozik, „finom, szilárd tűk” alakját veszi fel. A gáz újabb nyomást kap és ekkor a gáztűk kiesnek abból a rendszerből, amiben eddig keringtek. A szabad levegőn széttörnek, „a levegőnél könnyebb fajsúlyú csillámok végtelenségévé változnak”, „szitáló pára” lesz belőlük. A nagy tömeg egyes tagjai azonban őrzik az egész tulajdonságait – főként a hím jelleget, ezért továbbra is a női lény felé törnek. „Az erotikus vágy könnyebb a levegőnél és ellenáll a nehézkedés törvényeinek”.
Az agglegények csupán főszereplők egy bonyolult rendszerben, amelyet Duchamp agglegénygépezetnek nevez. Részei: Csúszósín, Csokoládémalom, Olló, Szűrők. A malom mellett egy csúszó-sínen egy vízimalom kereke van, mely görcsösen rángatja vissza a csokoládéőrlőt. A csokoládémalom tetején egy olló van, körülötte sziták (szűrők, napernyők) lebegnek, a szitákon keresztül filtrálódik a súlyos anyagi szerelem. A szerelem-anyag átalakul és felfelé tör.
1915-ben festette a Nagy üvegre a 17.sz-i perspektívatanulmányt (Szemtanúk). A négy részből álló rajz felső része egy kör alakú lencse, melyen keresztül képes a szerelem-anyag a felső szintre átjutni.
A Nagy Üveg 1926-ban egy tárlatról történt visszaszállítás során súlyosan megsérült. A törésvonalak Duchamp véleménye szerint részét képezik a műalkotásnak. Egy újabb Véletlen, amit a művész elfogad.
A Nagy üveg egyszerre anyagi – mivel az üveg súlya igencsak nehéz – és szellemi – mivel átlátni rajta. Rengeteg értelmezés született róla: a szerelem cinikus megjelenítése; a terméketlen szerelem mítosza; a világegyetem üres arca; a Szűzanya mennybemenetele; az androgün lény mítosza; kemencék és lombikok arzenálja. Ezek a vallási, pszichoanalitikus, ezoterikus magyarázatokat Duchamp mind tagadta. A mű mögött valószínűleg egy megvalósulatlan egyesülés is benne van: Duchamp ekkor egy brazil szobrásznőbe volt szerelmes, el akarta venni feleségül, de a nő nem akart hozzá menni.
Mint minden igazi színdarabnak, a Nagy Üveg történetének is van egy nyitva hagyott, a boldog vég felé mutató végződése. Hiszen a Gáz, a Törekvés, az itt leírt történés mind csak szimbolikus. Az emberi törekvéseket is szimbolizáló gáz valójában képtelen átjutni a menyasszony térfelébe. De mivel szinte végtelen transzformációkra képes, miért ne próbálhatna még ki sokféle alakot, melyek valamelyikével majd csak sikerre jut? Van olyan értője Duchamp művének, aki azt állítja, hogy a Nagy Üveg a különböző dimenziók egymásba kapcsolódásának lehetőségét vizsgálja és mutatja be. Véleménye szerint az Agglegények vágya – a műben típusos három dimenzióban megjelenített törekvés – képes meglelni olyan Negyedik Dimenziós létezési formáját, melyben eljut vágya tárgyához.
- Portenyészet (1920) Duchamp a Nagy üvegen felgyülemlett port, mint műalkotás fogja fel. Különböző kérdéseket felvetve: a semmiből valami keletkezik, az idő problematikája. A fotót Man Ray készítette.

## Ready-made-ek

### Ready-made I.
Duchamp előre gyártott kész tömegtermékeket használt fel munkáiban. Ezzel a megnyilvánulásával a műalkotás a tárgyak hierarchiáján belüli szerepét kívánta lerombolni. A legtöbb ready-made-jét az első világháború alatt készítette, nagy része Amerikában jött létre, de már Franciaországban is elkezdte gyártásukat.
Ready-made-jeinek különböző kategóriájuk van:
- átalakított ready-made: nem pusztán kiválasztja a tárgyat, hanem eljátszik vele, megforgatja, megvilágítja, címmel látja el
- reciprok ready-made

Egy ready-made-ként szereplő tárgy kiválasztásába nem szólhat bele semmiféle esztétikai előkoncepció – vélekedik Duchamp. „Azért rossz az ízlés, mert elhárítja a vizsgálódást.” Ez a megállapítás se nem anti-művészetet, nem nem-művészetet, hanem egy semleges teret hoz létre. A ready-made-ek hozadéka nem esztétikai, hanem filozófiai jellegűek, mivel túl vannak a szép és csúnya fogalmán, a tárgyak alapvetően semlegesek. Duchamp lázad a konvenció és a jó ízlés ellen is. A ready-made-ek alapkérdést feszegetnek: alkotó és az alkotás alapproblémáját.
Duchamp-nál elvben minden lehet művészet, de mint gyakorlatilag látni fogjuk a kiválasztott tárgyak egy bizonyos témakörben mozognak. A legtöbb tárgy tisztálkodással és takarítással kapcsolatos (intellektuális tisztálkodás). Duchamp a tárgyak idealista koncepciójával szemben beállította a névtelen, látszatra érdektelen dolgok méltóságát. Ezzel azonban a nézőt érzékelési megszokásainak elhagyására kényszeríti, és az új és szokatlan, megdöbbentő élményével hat rá.
A ready-made-ek az autonóm művészet fikciójának véghezvitelei. A művészetnek megszűnik a szakrális jellege. A múzeum egy sajátos értéket ad a tárgynak, a műnek az értékét pusztán a kiállítás adja. Ennek az abszurditására mutat rá Duchamp. Kiderül, hogy ha valamely használati tárgy elveszíti rendeltetését (vagy elveszik tőle). Akkor rejtélyessé, abszurddá válik. Tárgyaiban egyfajta technika-ellenességet is felfedezni.
A művész csak is úgy nyerheti el szabadságát, hogy játssza a művészt. Minden tárgy amire az ember ránéz az értelmet kezd sugározni, Duchamp olyan művet akar létrehozni, ami nem ezt sugározza. Az ilyen tárgyak létrejöttében fontos a gesztus ami azokat létrehozza, ezt a gesztust pedig szinte csak Duchamp teheti meg. Ezt a fajta műalkotást lehet létrehozni kézügyesség nélkül, pusztán „agyügyességgel”. És ha ez igaz, akkor a ready-made feltalálásával egyidejűleg megszületik a „konceptuális művészet”, az ötletművészet, a „pusztán kitalálás” művészete. Az alkotás folyamata ebben: a kitalálás és megnevezés.
A ready-made-k árulást követnek el a művészet tárgyként való („műtárgy”) felfogása ellen, a tárgy, amit el lehet szakítani eleven környezetétől, hogy múzeumban, vagy más értékmegőrző helyeken lehessen tárolni. A „műkincs” kifejezés maga is felfedi a műről való elképzelésünk passzív és haszonelvű jellegét. Az antikok számára éppúgy, mint Duchamp vagy a szürrealisták számára, a művészet felszabadulás, a szemlélődés és a megismerés eszköze, kaland vagy szenvedély.
- Biciklikerék (1913) A kereket egy piedesztál-szerű hokedlire helyezte. Kicsit kinetikus szobor, kicsit játékszer is. Foglalkoztatta az árnyék kérdése is – a szobrot megvilágította, s a küllőkön levő fény, mint tűz jelent meg számára. „Élveztem azt az ötletet, hogy egy biciklikerék van a műtermemben. Élveztem, hogy rápillanthatok, ahogy élvezem, amikor a kandallóban a lángocskák táncolnak.” – mondta Duchamp. A biciklikerék olyanná lesz, mint egy szobor, egy műalkotás. De nem műalkotás, hiszen gyárban készítették. Tehát gyári alkotás, késztermék, konfekciótermék, sorozatgyártás terméke. A biciklikerék most biciklikerékből Biciklikerékké vált. Ő „alkotta” anélkül, hogy „művészi munkát végzett volna”.
- Gyógyszertár (1914) Egy svájci festőnőnek egy teljesen átlagos téli tájat ábrázoló képeslapját alakított át. A hidegről eszébe jutott sógorának gyógyszertára. Ott mindig tiszta, üres rend honol, a kőpadlóból és a szabályosságból is hideg árad feléje. Két pöttyöt festett rá, melyek piros és sárga színűek, ez a francia gyógyszertárak egyezményes színe. A pöttyöktől a nyomat megváltozik, új értelmezést nyer. A szürke borongó „Tél” helyett hideg-rideg „Gyógyszertár”-rá lesz.
- Palackszárító: Franciául eguttoir-nek mondják ezt a kicsöpögtető szerkezetet. A gout szó nemcsak cseppet, hanem ízlést is jelent. Egyfajta kétnemű tárgy, melybe sokan inkább fallikus szimbólumot látnak. A palackszárító a steril közeget teremti meg.

### Ready-made II.
Duchamp 1915 júniusában New York-ba utazik. Az első időszakban (1915-18) nem sokat dolgozik. Érdekes bohém időszak ez életében, szövevényes szexuális kapcsolatokkal. Itt készítette furfangos találmányait (sarokajtó, kádból nyitható ajtó stb.). Az Armory Show-n – Modern Képzőművészeti Kiállítás – elért botrányos sikere biztosítja anyagi helyzetét.
- Előre a törött kar felé (1916) Általában felfüggesztve állította ki. Ez a felfüggesztés lehet gravitációból való kiemelés, melyben a használati funkciója megszűnik. Itt jelenik meg először a cím egyenrangú műalkotásként való kezelése. Sokszor a címek ellentmondanak a tárgynak, vagy valamiféle interrelációba keverednek.
- Fésű (1916) Duchamp szerint ez a kutyafésű volt legtökéletesebb ready-made-je, amelyet prekoncepció nélkül választott ki. A fésűn egy felirat található: „Egy felülről jött vízcseppnek semmi köze a vadsághoz.” – pontos értelmezése nincs, de a műnek köze van a tisztasághoz, a vadsághoz, a szelídséghez.
- Utazók összehajtogatható izéje (1916) „A borítót éppúgy lehántják, mint ruhát az aráról. A borító nemcsak takarója, de ruhája is a gépnek.” – mondja Duchamp. Olykor a „gravitáció áldozatának” nevezte, mert magában összecsuklik.
- Titkos zörej (1916) Egy spárgatekercset fogott közre két fémlappal és talányos felirattal látta el. A barátjának adta, aki miután elolvasta a kódolt üzenetet valamit belehelyezett a tárgyba. A címe arra a szellemi dimenzióra utal, amit a művész sem ismerhet soha a művében. Ha megrázzák a tákolmányt, a titokzatos tárgy misztikus zörejjel hallat magáról. És csak a barát (Walter Arensberg) a tudója, hogy mi ez a tárgy. „Gyémánt lehet vagy érme” – tűnődik Duchamp, de barátja hallgat: visszadobta a tréfát. A titok itt mint a művészet lényege jelenik meg. Két apró fémlapot átfúrt és rövid rézrudacskákkkal köt össze. Az így keletkezett űrbe zsinórgombolyagot helyez.
- Csapda (1917) Egy fogas felfelé fordításával jön létre munkája, melynek következtében az egyszerű, hétköznapi használati tárgy félelmetessé alakul át. 1916-ban a Bourgeois galériában állítja ki ezt, és még több ready-made-jét. A galéria ruhatárának és wc-jének a plafonjára erősítette őket. Ennek következtében a vendégek nem találják Duchamp műveit. Az előtérben ugyanis berendezési tárgynak tűnnek.

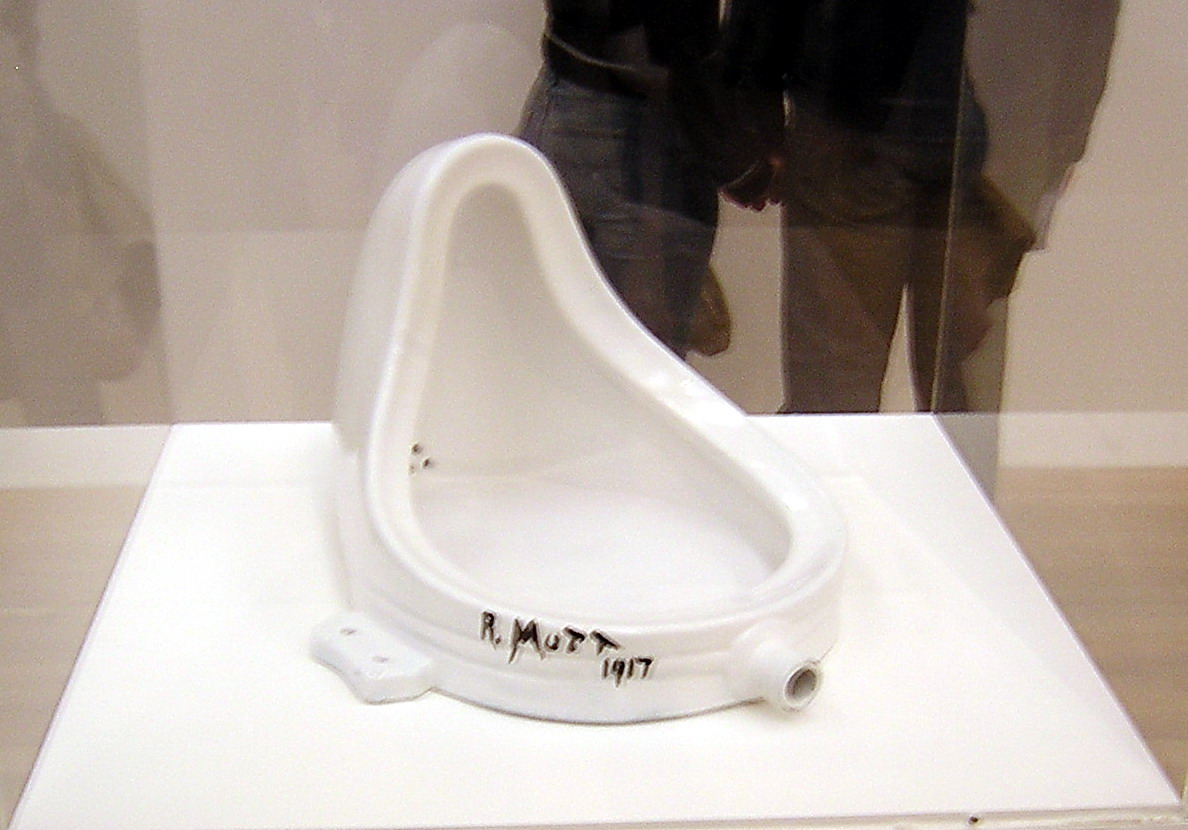
Fürdőszobák Buddhája (1917)

- Forrás (1917) 1917-ben Duchamp-t egy nagyszabású kiállítás megszervezésével bízzák meg. A kiállításon 1200 művész állíthatott ki, melynek legtöbbje amerikai avantgárd művészekből állt. A lényege az volt a csoportnak, hogy ne legyen zsűri, bárki tagja lehet a független művészeknek és bármit be lehet küldeni a kiállításra. Duchamp tesztelni akarta barátait: kiválasztott egy wc csészét, Robert Mutt (a porcelángyártó cég főnöke) néven szignálta és elküldte nekik. A művet kitiltották a kiállításról. Amikor visszautasították a darabot Duchamp lemondott a kiállítás szervezéséről. A tárgyat Duchamp 90°-kal elfordította, így megváltoztatta a folyás irányát. Az így kialakult csésze megidézi az anyaméhet és – mint többi tárgyához hasonlóan – kettős lénnyé alakul át. A körvonala egy Buddha körvonalát sejteti a „Fürdőszobák Buddhája” – mondják róla. A műnek sok parafrázisa született azóta (Sherry Levin aranyba öntötte).
- Apollinaire emlékére (1916-17) A mű még Apollinaire életében készült. A Sapolin festék borítóját használta fel kis változtatásokkal Duchamp. Az ágyból egy egészen furcsa tárgy lett. A kislány és az ágy az ember szexuális fantáziáját is megmozgatja.
- Kalap fogas (1918)
- Tu’m (1918) Az 1 méterszer 3 méteres munka megbízója egy gazdag német nő volt (Katherine Dreier), aki szerette volna Duchamp-t megkaparintani minimum vőlegénynek. Ez volt Duchamp utolsó festménye, mely jellegében erősen konceptuális. A festmény fogalma foglalkoztatta, és ennek érdekében a festményt alkotó dolgokat sorakoztatta fel rajta: egy színskála perspektivikus ábrázolása, fény-árnyék (Platón barlang asszociációját hozza be). Az árnyékok saját ready-made-jeinek (biciklikerék, dugóhúzó) az árnyékai ronda budi-barnával megfestve. Jobb oldalon a 3 rögzített mértékegység látható – ez a kép „formavilága” –, a kis festékcsöppek porszemeket szimbolizálnak. A képre egy cégérfestővel egy mutató kezet festetett rá: ez megszabja az irányt, rámutat bizonyos dolgokra és megszólít. A képek becsapnak minket mondja Duchamp, ezért sok ilyen csalóka játék felfedezhető a képen: a színsor – mely a kép „színvilága” – utolsó lapja valóságos színpapír rajzszeggel rögzítve, látható egy illuzórikusan megfestett vászonszakadás, amit három valóságos biztosítótű szúr át. A valóságos tárgy, az igazi kép, az árny kép a különböző realitás fokozatokra utalnak és megidézik a művészetben oly jelentős látszat és valóság problematikáját. S, hogy az illúziókeltés, a becsapás tovább fokozódjék, s a képet oldalról is látni lehessen, Duchamp a festett hasadás résébe egy valódi, közepes méretű palackmosó kefét állít be, merőlegesen a kép síkjára. Így eléri azt az optikai illúziót, hogy a képet oldalról, illetve különböző szögekből nézve mindig másnak lássuk. Anamorfikus művet készít tehát, modern eszközökkel. A kép címe a német nőre utal: a tu’m franciául unlak-ot jelent.

### Ready-made III.
1918-ban, Amerika belép a háborúba. A hátország egyre zordabbá válik, kezd hasonlítani az 1915-ös Franciaországra, egyre erősebb idegenekkel szembeni viselkedés jelent meg New Yorkban, így Duchamp Argentínába ment egy évre. Argentínában azt hitte, hogy valami kellemes közegbe került. Ám számításai nem jöttek be, sokat unatkozott, inkább sakkozott és perspektíva tanulmányokat folytatott, a Nagy Üveg további részleteit dolgozta ki. Nem tudja, mihez kezdjen. „A béke illata érződik itt, s ezt nagyszerű belélegezni” – írja Arensbergnek. S rögtön utána gyűlölködéshez közel álló megvetéssel folytatja: „Az itteni férfiak kihívó viselkedésénél csak ostobaságuk nagyobb”. Azt tervezi, hogy az argentin kultúra felvirágoztatása érdekében modern képeket hozat New Yorkból, s olyan kiállítást rendez, amely majd „felébreszti ezeket az álmos, sötét pofákat”. Hozzáfog a szervezéshez, de hamar felhagy vele, mert ismételt sürgetésére sem kap segítséget.
- Szobor utazáshoz (1918) Gondolatát az utazás tölti be és egy „lágy ready-made-et” készít. Az alkotás nem maradt fenn. Úszósapkákat vágott fel csíkokra és egymás után ragasztotta őket, majd megvilágította a kompozíciót. Ez egyfajta utazó szobor volt, melyet bárhol fel lehetett állítani. A hatalmas színes pókhálóra emlékeztető kötélrendszer szép látvány, a meztelen villanykörte pedig árnyékát szeszélyes arabeszkek formájában vetíti ki a falakra.
- Egy szemmel nézendő majd egy órán keresztül: Amerikában a perspektívaelmélettel kapcsolatos probléma kellős közepén hagyta abba a dolgot. Önálló műben, kisplasztikában fogalmazza meg további gondolatait. A rögzített szem problémája a perspektíva egyik kérdésköre. Üveglap, melynek központi – középponti – tartozéka egy prizma (ami az újrakezdés szimbóluma).
- Szomorú ready-made (1919) Duchamp felkéri Suzanne-t, hogy közös régi geometria könyvüket néhány hétig tegye ki új lakásának erkélyére. Húzzon erős zsinórt a könyv gerince és lapjai közé, s ennél fogva függessze fel. Hadd tépkedje a szél, verje az eső. Emlékeztetni fog majd közös, boldog gyermekkorukra, melyben együtt vészeltek át sok mindent. S ha a könyv már kellően tönkrement, készítsen róla fotót. Az időjárás viszontagságaitól meggyötört könyv fényképe elkészül: ez a Szomorú ready-made. A Duchamp sugallta, ám Suzanne készítette mű távolról irányított, vagy „üzenet útján készített” műalkotás, art by proxy. A műfajt Duchamp eszelte ki, első terméke ez a mű. (Suzanne a megbízást egy lépéssel megtoldotta. Festményt készített a könyvről Marcel szomorú ready-made-je címmel.)
- Kézi sztereoszkóp (1918-19) Gyermekkorában ismerte meg és nagyon élvezte a térbe ugró, nagyszerű sztereoszkópos képeket. Művészi fejlődésében pedig előrelépés az eljárás alkalmazása. A hatalmas hullámzó tengert ábrázoló fotón aprócska csónak látszik. A képtér közepén hatalmas geometriai alakzat (oktaéder) tornyosul. Az oktaédert háromdimenziós koordináta-rendszer veszi körül. A kép felfogható négydimenziós hiperkocka („tesseract”) háromdimenziós vetületének, illetve három dimenzióban történt ábrázolásának. A három- és négydimenziós alakzatok ábrázolásának összefüggését kutatta.

1919-ben visszamegy Párizsba, az elkövetkező években ingázik Európa és Amerika között. Összebarátkozik a dadaistákkal, Picabia házában lakik. A dadaista lelkiállapot nagyon megfelel Duchamp-nak: dadaista volt ő már a mozgalom születése előtt is, műveivel és magatartásával egyaránt. Különösen közel áll hozzá a dadaizmus „nyelvrombolása”. Duchamp a francia intellektuális hagyomány (nyelvi) merevsége ellen lázadva, majd a jelentéspluralizmus fontosságának felismerésével egyre inkább „dadává” válik. Ő azonban a Művészetet nem buzogánnyal, lapátkézzel, hanem – alkatának megfelelően – finoman indázó, ám kegyetlen iróniával támadja. Duchamp sokat foglalkozott a nyelv és a szexualitás kapcsolatával. A francia nyelvben ilyen játékra sok lehetőség nyílik. Például con = női nemi szerv és buta férfit is jelent; Q = farok vagy rikácsoló szajha, így a szavak, illetve betűk hímnős jelentéssel is bírnak.
- L.H.O.O.Q. (1919) Leonardo, Freud által feltételezett homoszexualitására utal. A Mona Lisa reprodukciójára bajuszt és szakállt ragasztott. Robert Lebel az L.H.O.O.Q. jelentését a betűk összeolvasása illetve kiejtésük alapján magyarázza. Franciául „elle a chaud a cul” – annyit tesz, mint a „hölgy feneke forró” vagy „viszket a feneke”. Az arcképet visszaváltoztatta igazi férfivá. Ismét androgün lényt hozott létre. Majd kiállította az eredeti állapotában levő reprodukciót Megborotvált Mona Lisa címen.
- Tzanck csekk (1919) Duchamp beteg, fogaival bajlódik. A párizsi művészek fogorvosához, Tzanck Dánielhez fordul segítségért. Tzanck doktor nem olcsó orvos, szerencsére azonban műgyűjtő, így Duchamp a honorárium kérdését műalkotás készítésével oldja meg. Hatalmas méretű „túldimenzionált” csekket nyújt át a meglepett fogorvosnak. Talán a méret növelésével akarja jelezni, hogy a csekkhamisítás szándéka részleges, hiszen a nagy képtárakban műalkotásokat másolók számára is etikai kötelezettség az eltérő méretű másolat készítése.
- 50 köbcentiméter párizsi levegő (1919) 1920. január 8-án érkezik második amerikai látogatására. Kofferében kedves ajándék lapul Arensberg-ék számára. Kis üvegecske mely jellegzetes francia patikatartozék. A kiürítet és újra lepecsételt tartályban párizsi levegőt hozott. Az üveg formája kicsit anyaméhszerű.

Duchamp elveszti legfőbb pártfogóját Arensberg-et. Pár év alatt Amerika is megváltozott. Egykedvűen veszi tudomásul, hogy a New York-i társaságnak nincs szüksége többé importált dandy-re, „kitermelte” azt már maga is. 1920. január 20-a után alkoholt – egész Amerikában – csak titokban lehet vásárolni és fogyasztani, és – ebből következően – csak csillagászati összegért lehet hozzájutni.

### Body art
Duchamp a body art első figurája. A nemek cseréje érdekelte ebben a műfajban is. A személyiség, a test, mint műalkotás jelenik meg ebben az esetben. A Rose Sélavy nevet veszi fel. Egy nyomdai elírás kapcsán a Rose-ból „Rrose” lesz, s Duchamp – tisztelve a véletlent – ezt a változatot kezdi el használni. Egy szójáték is felfedezhető benne, mely magyarra lefordítva „Ilyen az élet rózsával”-t jelent, a torok locsolására is emlékeztet a francia „rr”: „Arrose, c’est la vie” azaz: „Inni, ez az Élet”. Ily módon telepatikus kapcsolatot teremt női énjével. Sok művét ezzel a névvel szignálta.
- Önarckép, mint Rrose Sélavy (1920-21) A fotót Man Ray készítette, akivel jó barátságban volt. A kéz nem a sajátja, hanem egy barátnője keze.
- Fresh Widow (1920) A hölgyművész huszonegy elemből álló sorozatot óhajt készíteni Ablakok összefoglaló címmel. „Copyright Rrose Sélavy” felirattal van ellátva, mely a szerzői jog kérdésére való reakció. Az angol cím jól rímel a franciaablak (French Window) szóra, első megközelítésre friss özvegyet jelent. Meg is érdemelnek ezek a fiatalon megözvegyült és feltehetően szép asszonyok egy szobrot, hiszen a háború óta, Európában és Amerikában egyaránt, oly sokan vannak Az ablaküvegek helyén bőr található melyre az „Alaposan megkefélendő minden nap” mondatot írták rá. Az üveg helyét súlyos anyagi dolog váltja fel. Az alkotás másik és komorabb arculata a halál és a gyász. A francia népnyelv a guillotine-t nevezte özvegynek, „aki” társára vár, s nászuk a halálban teljesül.
- Zűrzavar Austerlitz-ben (1921) Kőműves segít a késztermék létrehozásában.
- Gyönyörű lélegzet (1921) Rrose Sélavy az egyik főszereplője az 1921-ben kiadott, egyetlen számot megért New York Dada-nak. Címlapján ez a műalkotás szerepel. Az Eau de Violette a parfüm közhasználatú neve, a második és a harmadik betű kicserélése a „Voilette”, azaz fátyol szóra indokolt, mert Rrose Sélavy kalapján fátyollal szerepel a parfümös üvegecske etikettjén. A parfüm a New Yorkban is kedvelt Rigaut márka, a Belle Haleine.
- Miért ne tüsszentsünk Rrose Sélavy  (1921) A tárgy több márványból kifaragott kockacukrokból, benne hőmérővel és az őket körülvevő rácsos dobozból áll. Első ránézésre madárkalitka, alig nagyobb egy cipődoboznál. Eredetileg egy kenyér is volt benne. A kalitka a kismadár számára felhalmozott 152 darab cukorral van teli. A cukor hőmérsékletét a cukorhalomba szúrt hőmérőről olvashatjuk le. A madár ellátáshoz tartozik még egy apró porcelán ivóedény, és egy hatalmas szépiadarab. A kalitka talpán egy nagybetűs felírás és egy tükör van: Why not Sneeze Rrose Sélavy (így, kérdőjel vagy bármi egyéb eligazító jel nélkül).

Az alkotáson minden eltér az eredeti céljától. A nézőt becsapják. Álomszerű – jellemzi John Russel ezt az alkotást. Tehát álmot kell fejteni. Induljunk ki a címből. A tüsszentés a hidegséget és a betegséget hangsúlyozza. Ha kellemetlenül hideg terembe lépünk, azonnal tüsszentés ingerünk támad. A márvány hőmérővel demonstrált hidegétől hidegérzetünk lesz – talán tüsszentési inger kíséretében. A hőmérő egyúttal a mi betegségünk – lázunk – diagnosztizálásának eszköze lehet, a szépiacsont pedig a gyógyításé. A szépián feni a csőrét a madárka, hogy egészsége megmaradjon. A műtárgy üzenete a jelentések sokfélesége volt (jelentéspluralizmus, látványpluralizmus, súlypluralizmus).
- Tonzura – kiborotvált csillag: Duchamp megkéri Georges de Zayas-t, hogy hajzatába vágjon bele hatalmas, üstökös alakú tonzúrát. A cselekedetet és eredményét egyaránt műalkotásnak tekinti. A hajba vágott csillag az első alkotás a body art műfajában. Az ötszög itt nem annyira politikai szimbólum, hanem szellemi kiválasztottság jele.
- Monte Carlo kötvény: Duchamp megpróbálkozott a véletlen elv rulettbe való átültetésével. Olyan szisztémákat talált ki, amelyekben sem nyerni, sem veszíteni nem lehetett. Faustként, ördög által megszállt figuraként jelenik meg itt Duchamp.
- Wanted – 2000 dollar Reward (1923) Duchamp úgy dönt, hogy hosszú tétlenségi fázisok után időnként vissza kell térni a művészi produkcióhoz. A teljes nem-cselekvés a nem-művészettel azonos. Duchamp passzivitása tudatos, éberen figyelte mindig, hogy észreveszik-e. Elveszett, de szeretné ha rátalálnának. Erről szól ezen alkotása. Duchamp saját arcmásával helyettesíti a közellenség fotóit. Személyleírását is manipulálja, s az utolsó sorban mint Rrose Sélavy-t keresteti. „Élve vagy halva” kell elkapni a gazembert! Kawara szerint ez Duchamp üzenetének lényege. „Még élek…” – közli a módosított ready-made. Még él.
- Ajtó a rue Larrey 11.-ből (1927) Az ajtó rácáfol egy francia mondásra, mely szerint: „Egy ajtó vagy nyitva van, vagy csukva…” Ez az ajtó a háló- és fürdőszoba ajtajaként szolgál egyszerre, tehát egyszerre van nyitva és csukva.
- Zsebsakk (1943) Ezt a művét egy kiállításon háztartási gumikesztyűvel állítja ki. Duchamp szerint a sakk szigorú szabályai alapján az „érintett” („fogott”) figurával lépni kötelező. Ha ezt a „piéce touché”-t szó szerint értjük, akkor ez csak a kézzel érintett bábra vonatkozik. De ha a játékos gumikesztyűt húzott, akkor már kesztyűs kézzel fogdoshatja, érintheti, következmény nélkül a figurákat. Ezzel a régi jó dadaista szellemet idézi.

## Duchamp optikai kellékei
Ezeket nem műalkotásoknak tekintette. Technikai kiállításokon mutatta be, illúzió és perspektíva ügyek foglalkoztatták ezekben. A majdani op-art előzményeinek lehet tekinteni.
- Forgó üveg korongok (1920)
- Forgó félgömb (1925)
- Rotoreliefek I. (1935)A szemnek mint érzékszerv szexualitása jelenik meg.
- Rotoreliefek II. (1935)
- Rotoreliefek III. (1935)

Duchamp szórványosan részt vesz a nagy dadaista megmozdulásokon. A szürrealistákkal laza kapcsolatot tart. Duchamp a második világháború alatt New Yorkban élt. Ekkor készít a szürrealistáknak katalógusterveket.
- 1938-as szürrealista kiállítás: A rendező szerepét adják neki. Furcsa installációval veszi körül a műveket. Szeneszsákokat lógat a plafonra, pont világítást alkalmaz a művel megvilágítására.
- 1942-es szürrealista kiállítás: Több száz méter kötéllel tekerte körbe a műveket.
- Delvaux modorában (1942) Paul Delvaux hatalmas olajképének egy kompozicionálisan lényeges részletét ismétli meg: ovális tükörben szép női mellek láthatók.
- A szürrealista kiállítás katalógusterve  (1947) A Le Surrealisme en 1947 címmel nyílik meg kiállítás, melynek katalógustervét Duchamp készíti. Címlapján női mellet formázó habgumi relief látható – és tapintható is, mert a hátoldalon a „Kéretik nem megérinteni!” felszólítás kiforgatásaként „Kéretik megérinteni!” áll.
- Zöld doboz (1934) Kilencvenhárom dokumentumot tartalmaz: rajzokat, számításokat és jegyzeteket, mind az 1911 és 1915 közötti időszakból való.
- Utazódoboz (1941) Duchamp jó atyaként saját műveinek halhatatlanná tételéhez kezd. Már évek óta gyűjti saját műveinek reprodukcióit. Nemcsak a rajzokat és festményeket, hanem szobrocskáit is megismétli miniatűr változatban. Helykihasználás céljából nem mulaszt elgondoskodni arról, hogy a fotódobozban rekeszek legyenek, s így mintegy hordozható múzeum készüljön műtárgyainak. Megismerhetők belőle Duchamp régebbi alkotásai, valamint fel van fedezve a Múzeum új funkciója: lehetőség képzőművészeti alkotások bemutatására Hordozható Tábori Oltár formájában.
- Amerika allegóriája (1943) A Vogue magazin címlaptervet rendel Duchamp-tól. A művész eleget tesz a felkérésnek, de ebben sincs sok köszönet. A művész sajátos, általa feltalált műfajban készíti el művét. „Sima” allegória helyett „zsánerallegóriát” készít. A címnek megfelelően addig sosem használt anyagokat alkalma a kivitelezésben. Véres gézdarabokból rakja ki Washington portréját, a mű kiadja Amerika térképét is.
- Lusta boltos (1945) Az installáció Breton könyvének megjelenése alkalmából készült.
- A Wiew különszámának címlapja (1945) A Wiew költészeti és képzőművészeti elitkiadvány. Ebben a különszámban kívánták megismertetni Duchamp, Man Ray, Picabia, Kiesler művészetét. A címlap jobb alsó sarkától a középtérbe borospalack hatol be – s ez a rakéta – vagy űrhajószerűség finom füstöt bocsát ki a háttér bársonyos mély sötétkékjébe. A palack címkéjén rejtélyes szöveg áll. Alapos tanulmányozás után kiderül, hogy Duchamp régi katonakönyvének egy lapját látjuk.

Ettől kezdve Duchamp híres és ismert lesz. Nem jelenhet meg többé elemzés a modern európai és amerikai művészetről anélkül, hogy abban Duchamp műve és személye ne szerepelne. Egyre több, személyét népszerűsítő interjút készítenek vele.
- Adva vagyon: Marie, a vízesés és a világítógáz (1948-49) Velúr reliefet készít, s címében megjelenik a készülő Mű címe.
- Adva van: 1. a vízesés 2. a világítógáz (1945-68) Életének utolsó nagy művén teljesen titokban dolgozik. A férfi és nő kapcsolat realisztikusabb szemlélettel jelenik meg. Az installálás egy 17. századi holland kukucskáló doboz mintájára készült, ezáltal leskelődő pozícióba helyezi a nézőt. Az environment homlokzata egy spanyol paraszt-kapu. Egy széttárt lábú guminő látható, a feje nem látszik, eltakarja a gyönyörű szőke hajzuhatag, kezében gázlámpa, s száraz rőzsén (nyoszolya, máglya) fekszik. Nemi szerve össze van nőve. Még ha felemelt bal karja funkcionálni látszik is, mégis a test helyzete, bemutatása egyértelműen a nem-élést sugallja. Ráadásul ez a nem-élő test súlyosan csonka is, illetve megcsonkított. Jobb karja és mindkét alsó végtagja csonkban, üresen végződik, s végződéseknél érzékelhető, hogy a test, ez a torzó csinált, művi. Vagyis: nem élő. Bal kezében égő lámpa a Halál nemtőjének fáklyája lehetne. A háttérben egy táj látható mozgó vízzel. A Végtelent jelképező vízesés ezen a művön sztaniolpapírból (vagy konzervdoboz bádogjából) készült. A néző nem láthatja, de tudható, hogy villanymotor forgatja a furcsán fénylő-csillogó vízesést. A címében is utal a sakkjátékra: adva van kifejezés ebben az időben gyakori, már-már közhelyszerű sakkirodalmi szólam, az elemzés bevezetésére szolgáló szerkezet. Egy „mesterséges műbolygó” terében (Pilinszky János nevezte így a szürrealista tereket) zavaros tájdarabok és furcsa látvány együttesen valamiféle unalmat sugároz. Ez a sajátos, magasztos unalom: a Halál unalma illetve unalmassága.
- Holdfény a Basswood-öbölben (1953) Frank Brookes Hubachek és felesége Basswood-ban egy lakóhajón vendégül látják Duchamp urat. Basswood csodás szépségű tájáról nevezetes.

## Testlenyomatok
1949 telén és 50 tavaszán gumiból készít testlenyomatokat. Megszünteti az akt hagyományos képét. (Mona Hatoum: saját testén egy orvosi videokamera megy végig.)
- Női fügefalevél (1950) A műtárgy kisplasztika, a női fügefalevél, a hüvely bemenetének lenyomata.
- Objet Dard (1951) Az alkotás címe kis csúsztatással franciául „műtárgyat” is jelent, de köntörfalazás nélkül elmondhatjuk, hogy egy műf*-ról van szó.
- A szüzesség ék alakja (1954)
- Kínszenvedés-csendélet (Halálra kínzás) (1959) Döbbenetes nézőpontja a testnek. A lábon legyek mászkálnak.
- Nyelvemmel a pofámban (1959)
- Csendélet-szobor (1959)

Duchamp erotikájának legszebb, utolsó felvillanása az élete utolsó évében készített erotikus rajzsorozat. A rajzok gondolatának elindítója, inspirálójuk, egy ázsiai származású nő. Monique Fong. A rajzokat rézkarcsorozatban vitelezte ki. Összefoglaló címük: Szeretők (vagy Szerelmesek), alcímük: Válogatott részletek. Ez utóbbi arra utal, hogy Duchamp a rajzok egyes motívumait nagy elődöktől kölcsönzi. Saját mondanivalójához, kiindulásul régebbi mesterek műveinek egy-egy részletét pécézi ki.
- Szerelem után (1967) A sorozat első darabja, férfi és nő szendereg rajta a szerelmi aktust követő pózban és állapotban. Fontos mozzanat, hogy mindkettejük szeme lezárt. A lezárt szemek „mondanivalója” Laforgue „Éternal sieste”-jére, valamint a nagy mítoszok szerelmespárjára egyaránt utalhat. Mert a mítosz, illetve az ezoterikus hagyomány szerint, ha a hősök bűnt követtek el – megszegik az incestus tabuját – , akkor mindketten, de egyikük mindenképp, révületben cselekszik. Az ábrázolt szerelmespár tehát már elkövette az incestust.
- Kiválasztott részlet Cranach után (1968) Ádámot és Évát ábrázolja.
- Kiválasztott részlet Rodin után (1968) A Csók c. szoborról készült rajz megvalósítása messzemenően hagyományos. Duchamp azonban ezúttal sem tagadja meg önmagát: a szerelmespár férfiújának kezét nem a hölgy combjának külső – hanem belső oldalára helyezi át. „Valószínűleg ez lehetett Rodin eredeti gondolata. A kéz természetes helye ugyanis – itt van.”
- Bec Auer (1968) Az Adva vannak… c. kép nőalakját ábrázolja a rajz, hanyatt fekve, felemelt bal kezében a Bec Auer gázégő. Ölében szerelmespárja heverészik. A nő kezében felemelt lámpa kettős jelentésű: egyrészt megvilágítja a jelenetet, másrészről azonban a „légy éber” felkiáltásnak felel meg (Bec Auer – be aware). Ezzel a felkiáltással illetve mozdulattal távol tartja magától a férfit.
- Kiválasztott részlet Ingres után I. (1968) Ingres híres odaliszkje üldögél rajta, jól ismert pózában a nézőnek háttal. Kezében hosszú nyelű lantot tart. Ennek a nyilvánvalóan falloszra utaló lantnak a végét egy, ugyancsak Ingres-műből kölcsönzött férfiú érinti meg finoman.
- Kiválasztott részlet Ingres után II. (1968) Ingres Oedipus és a Szfinx motívumát dolgozza fel. Az ismert témát azonban jócskán „megkavarja”. Az Oedipusa nemcsak kíváncsian és feszülten előrehajolva figyel a szfinxre, hanem egyszersmind kedvtelve játszadozik a nő kebleivel. Arcán némi elégedettség, jóllakottság, figyelhető meg. Van itt „kacérkodás”, de nem annyira a nemek között, mint az Ember és a Végzete között.
- A menyasszony (1968) Fiatal leány térdepel, akárha első áldozására várna, egy templomi térdeplőfélén. Hamvas szépségű fiatal lányka – teljesen pucéran. Hatalmas felhőszerű alakzatba burkolódzik, mely fátyol is, menyasszonyi ruha is lehet. „A Menyasszonyt végre levetkőztették.” – mondta Duchamp.
- Király és királynő (1968) A címszereplők a lap bal oldalának felső illetve alsó felén lebegnek, körülöttük szétszórt kubusok jelenítik meg a sakktábla kétdimenziós négyzeteit.
- Kiválasztott részlet Gustav Courbet után (1968) A kilencedik, lezáró rajz erotikája a legdurvább és a legnyíltabb. A fehérharisnyás nő Courbet-nál félharisnyás, mert a harisnyát még csak az egyik lábára húzott fel. A másikra épp most illeszti rá – méghozzá meglehetősen ügyetlenül, mert lapos földön ül. Így a harisnyahúzás mozdulata kiváló „belátást” ad a hüvelybemenetbe. Courbet egyik pajtása nemes egyszerűséggel Picsa, körülötte nővel címet ajánlotta a festménynek. Duchamp a képre másik alakot is helyezett a nő elébe. Sólymot, aki él is a kukkolás lehetőségével és láthatólag kedvtelve, vidám kíváncsisággal tekint a hüvely felé. A sólyom angolul: falcon. Ez duchamposan „faux con”, ami „faux vagin”-t is jelent. A képen tehát egy valódi és egy ál női nemi szervet látunk.

## Magyarul megjelent művei
- Az eltűnt idő mérnöke. Beszélgetések Pierre Cabanne-nal; ford. Tészabó Júlia; Képzőművészeti, Bp., 1991 (Dosszié)